# Потамо (тауншип, Миннесота)
Потамо (англ. Potamo) — тауншип в округе Лейк-оф-Вудс, Миннесота, США. На 2000 год его население составило 109 человек.

## География
По данным Бюро переписи населения США площадь тауншипа составляет 90,7 км², из которых 90,7 км² занимает суша, водоёмов нет.

## Демография
По данным переписи населения 2000 года здесь находились 109 человек, 43 домохозяйства и 32 семьи. Плотность населения — 1,2 чел./км². На территории тауншипа расположено 62 построек со средней плотностью 0,7 построек на один квадратный километр. Расовый состав населения: 98,17 % белых и 1,83 % азиатов.
Из 43 домохозяйств в 41,9 % воспитывались дети до 18 лет, в 65,1 % проживали супружеские пары, в 4,7 % проживали незамужние женщины и в 23,3 % домохозяйств проживали несемейные люди. 20,9 % домохозяйств состояли из одного человека, при том 4,7 % из — одиноких пожилых людей старше 65 лет. Средний размер домохозяйства — 2,53, а семьи — 2,91 человека.
27,5 % населения — младше 18 лет, 8,3 % — в возрасте от 18 до 24 лет, 23,9 % — от 25 до 44, 31,2 % — от 45 до 64, и 9,2 % — старше 65 лет. Средний возраст — 39 лет. На каждые 100 женщин приходилось 101,9 мужчин. На каждые 100 женщин старше 18 приходилось 113,5 мужчин.
Средний годовой доход домохозяйства составлял 41 000 долларов, а средний годовой доход семьи — 45 000 долларов. Средний доход мужчин — 26 528 долларов, в то время как у женщин — 14 205. Доход на душу населения составил 20 806 долларов. За чертой бедности не находилась ни одна семья и 14,7 % всего населения тауншипа.